# Hakan Kutucuoğlu
Hakan Kutucuoğlu (* 25. September 1961 in Izmir) ist ein ehemaliger türkischer Fußballspieler und -trainer.

## Spielerkarriere

### Verein
Kutucuoğlu durchlief die Nachwuchsabteilung vom Erstligisten Altay Izmir. Im Laufe der Saison 1980/81 wurde er in den Profikader aufgenommen und absolvierte bis zum Saisonende zwei Ligaspiele. Zu dieser Zeit erlebte sein Klub einen wichtigen Generationswechsel. Die Generation mit Spielern wie Mustafa Denizli, Nevruz Şerif, Şeref İncirmen, die im vergangenen Jahrzehnt dem Verein eine erfolgreiche Zeit beschert hatten, verließ allmählich den Verein und wurde durch Nachwuchsspieler wie Kutucuoğlu erst ergänzt und anschließend allmählich ersetzt. In der gleichen Saison wurde er auch in der Reservemannschaft des Klubs eingesetzt und konnte mit diesem den Gençlik ve Spor Bakanlığı Kupası (dt. Pokal des Jugend- und Sportministeriums) holen. Im Laufe seiner zweiten Saison bei den Profis eroberte sich Kutucuoğlu einen Stammplatz. Dadurch wurde er in der Saison 1982/83 erst türkische U-21- und wenig später A-Nationalspieler. Da sein Verein den Klassenerhalt zum Sommer 1983 verfehlt hatte, hielt Kutucuoğlu seinem Heimatverein die Treue und ging mit diesem in die 2. Futbol Ligi. In dieser Liga beendete er mit seiner Mannschaft die erste Saison als Meister und erreichte damit den sofortigen Wiederaufstieg.
Nach dem Aufstieg mit Altay verließ er seine Heimatstadt und heuerte beim Istanbuler Erstligisten Sarıyer GK an. Bei diesem Verein zählte er schnell zur Stammformation und behielt diese Stellung in seiner dreijährigen Tätigkeit. In der Saison 1985/86 gehörte er zu jenem Kader, der die Saison auf dem 4. Tabellenplatz beendete und damit die bis dato beste Erstligaplatzierung der Vereinsgeschichte erreichte.
Im Sommer 1987 kehrte er in seine Heimatstadt Izmir zurück und begann für den Erstligisten Karşıyaka SK zu spielen. Bereits nach einer Saison verließ er Izmir wieder und wechselte innerhalb der 1. Lig zu Eskişehirspor. Bei diesem Verein verweilte er nur eine Saison und kehrte anschließend zu Karşıyaka zurück. Bei diesem Verein fristete er im Gegensatz zu seiner ersten Saison eher ein Reservistendasein. Nachdem er auch in die Saison 1990/91 bei diesem Verein gestartet war, wechselte er im Oktober 1990 zum Stadtrivalen und Zweitligisten Altay Izmir, Kutucuoğlus ersten Verein. Mit diesem gelang ihm die Zweitligameisterschaft der Saison 1990/91 und damit der Aufstieg in die 1. Lig. 
Mit Altay in die 1. Liga aufgestiegen, blieb Kutucuoğlu nur drei Monate im Mannschaftskader und wechselte im November 1991 zum Zweitligisten Ispartaspor. Bei diesem Verein verweilte er nur etwa ein Jahr und zog im Oktober 1991 zum Drittligisten TKİ Soma Linyitspor. Mit diesem Klub wurde er Play-off-Sieger der Drittligasaison 1993/94 und stieg dadurch in die 2. Futbol Ligi auf. Auch diesen Verein verließ er im nächsten Oktober und wechselte zum Drittligisten Selçuk Efesspor.
Nachdem Kutucuoğlu bis zum Frühjahr 1996 für Efesspor tätig gewesen war, wechselte er zum Amateurverein Altınordu Izmir, spielte hier bis zum nächsten Sommer und beendete anschließend seine Karriere.

### Nationalmannschaft
Kutucuoğlus Länderspielkarriere begann 1982 mit einem Einsatz für die türkische U-21-Nationalmannschaft.
Im Rahmen eines EM1984-Qualifikationsspiels gegen die albanische  Nationalmannschaft wurde Kutucuoğlu im Herbst 1982 Nationaltrainer Coşkun Özarı zum ersten Mal in den Kader der türkischen Nationalmannschaft nominiert. In dieser Partie gab er sein Länderspieldebüt. Bis zum Sommer 1983 wurde Talu sieben weitere Male nominiert und absolvierte sechs weitere Länderspiele.

## Trainerkarriere
Kutucuoğlu startete 1997 bei Karşıyaka SK mit einer Co-Trainertätigkeit seine Trainerkarriere. Anschließend arbeitete er in dieser Funktion noch bei Boluspor und Sakaryaspor. In der Saison 2007/08 betreute er den örtlichen Amateurklub Izmir Şirinyerspor als Cheftrainer. Zur Saison wurde er mit seinem langjährigen Teamkameraden Hayrettin Demirbaş beim Amateurklub Yeni Bornovaspor als Cheftrainerduo eingestellt.

## Erfolge
Mit Altay Izmir
- Meister der TFF 1. Lig und Aufstieg in die Süper Lig: 1983/84, 1990/91

Mit Altay Izmir A2
- Sieger im Gençlik ve Spor Bakanlığı Kupası: 1980/81

Mit Sarıyer SK
- Vierter der Süper Lig: 1985/86

Mit TKİ Soma Linyitspor
- Play-off-Sieger der TFF 2. Lig und Aufstieg in die TFF 1. Lig: 1993/94